# Ii (obec)

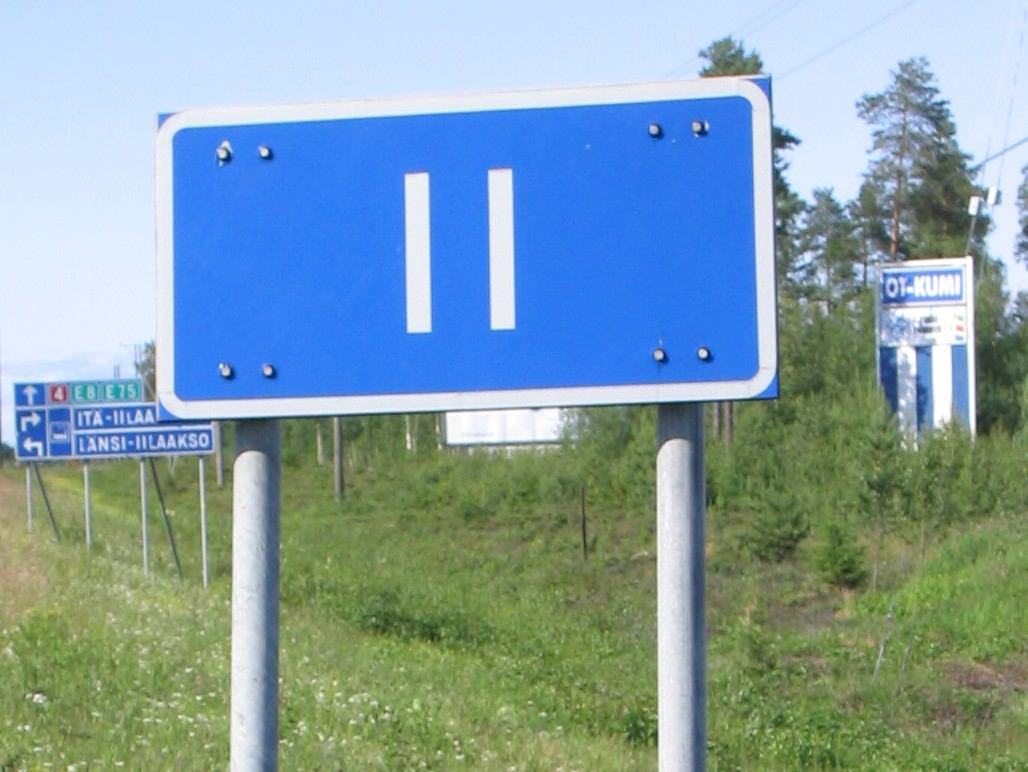
Cedule značící vjezd do obce Ii.

Ii (švédsky Ijo) je obec ve Finsku v provincii Severní Pohjanmaa.
Na území obce žije 8 992 lidí (2007). Rozloha obce je 2 810,07 km², z čehož je 1 263 km² vodních ploch. Hustota zalidnění je 5,61 obyvatel na km². Současná obec vznikla 1. ledna 2007 sloučením obcí Ii a Kuivaniemi. Obec je jednotně finskojazyčná.
Ii je obec s nejkratším jménem ve Finsku a s jedním z nejkratších jmen na světě. Původ jména je sámský a znamená patrně místo k odpočinku či přenocování.